# Historia druku w Polsce

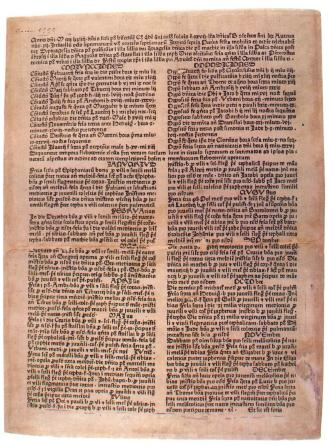
Almanach Cracoviense ad annum 1474 najstarszy zachowany inkunabuł wydrukowany na ziemiach polskich

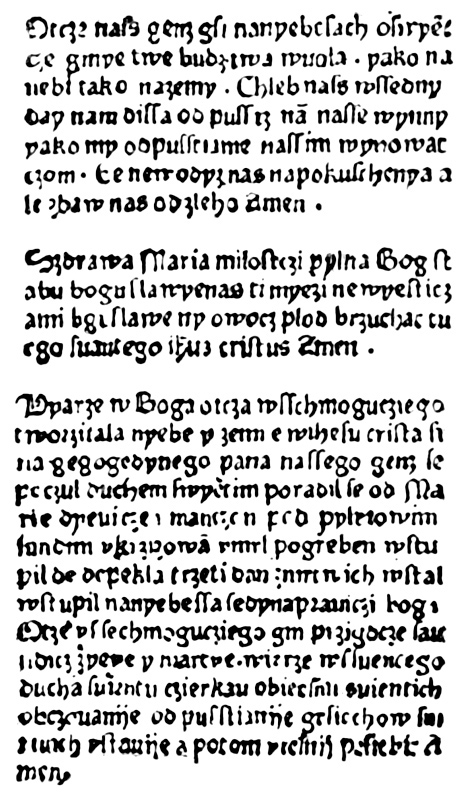
Najstarszy druk polskojęzyczny: Ojcze nasz, Zdrowaś Maryjo oraz Wierzę w Boga wydrukowany w 1475 roku we Wrocławiu. Ilustracja z Encyklopedii staropolskiej Zygmunta Glogera

Drukarstwo polskie – artykuł opisuje historię drukarstwa na ziemiach polskich oraz najstarsze i najważniejsze druki powstałe w języku polskim lub w innych językach wydrukowanych na ziemiach polskich.

## Historia
Początki drukarstwa i księgarstwa na ziemiach polskich sięgają połowy XV w. Pierwszy (jak dotąd odnaleziony) druk na ziemiach Królestwa Polskiego to kalendarz na rok 1474 z krakowskiej drukarni Kaspara Straubego (druk prawdopodobnie w 1473 r.).
Pierwszy druk w języku polskim został wydrukowany rok później w Drukarni Świętokrzyskiej we Wrocławiu przez Kaspra Elyana dzięki finansowej pomocy kanoników wrocławskiej kapituły świętokrzyskiej .

## Drukarstwo staropolskie

### Pierwsi drukarze na ziemiach polskich

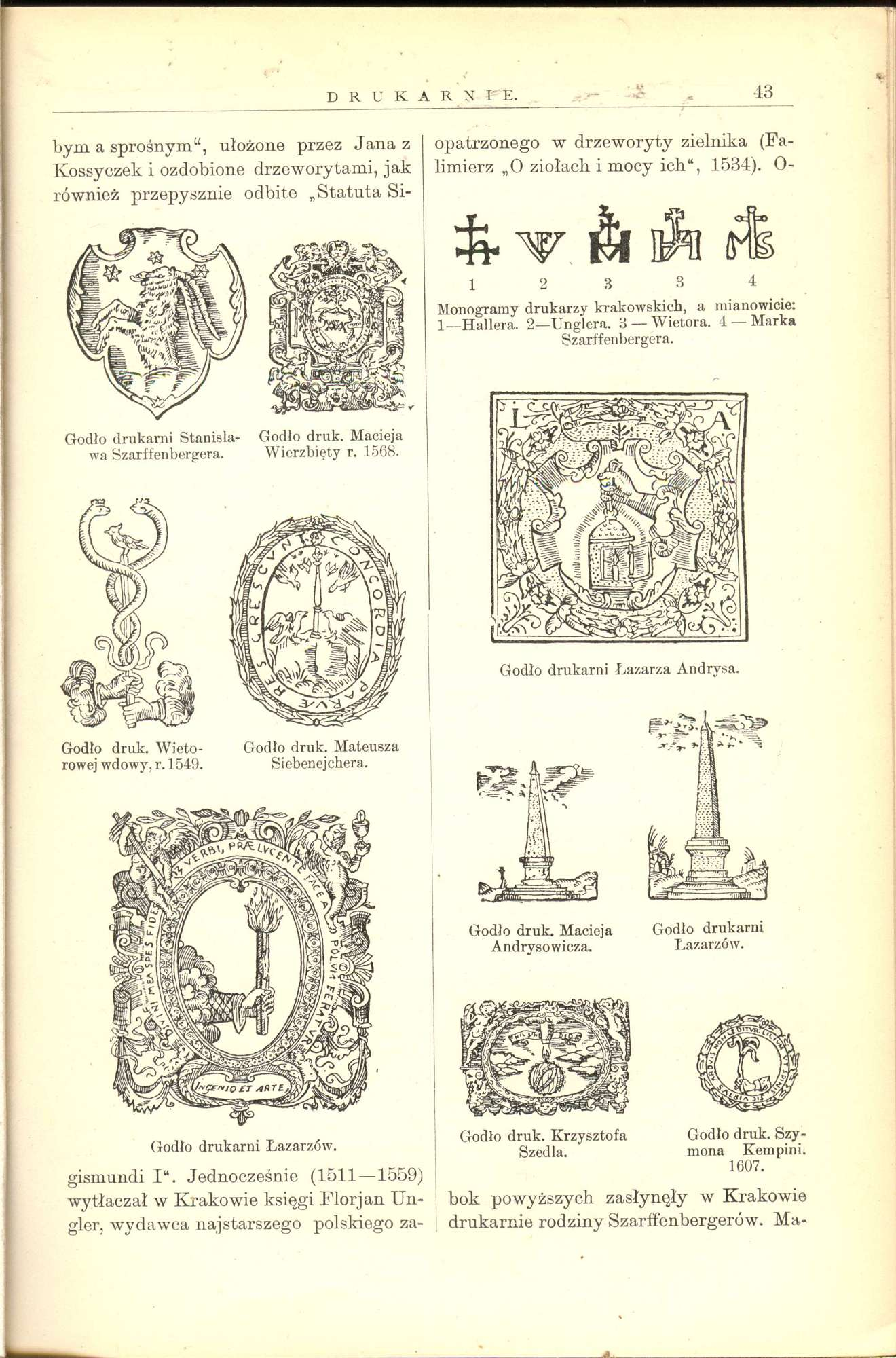
Wizerunki sygnetów wydawniczych pierwszych drukarni w Polsce z Encyklopedii staropolskiej

Po wynalezieniu ruchomej czcionki przez Jana Gutenberga sztuka typograficzna szybko rozprzestrzeniła się w Europie. Polska była 7 krajem z kolei, do którego dotarli drukarze z Niemiec, wędrujący w poszukiwaniu miejsc, w których mogliby prowadzić swoje oficyny. Pierwsze warsztaty funkcjonowały przez krótki czas, na ogół przez kilka lat, a ich produkcja nie była pokaźna. Polscy autorzy drukowali również pierwsze książki w drukarniach w całej Europie. Według badań Tadeusza Ulewicza w okresie inkunabulistycznym w różnych europejskich drukarniach wydrukowano przeszło 150 książek polskich autorów .
Kasper Straube
Za pierwszego drukarza na ziemiach polskich uważany jest Kasper Straube, który przybył do Krakowa z Bawarii. Jego drukarnia funkcjonowała w mieście w latach 1473–1477. Posługiwał się on czcionkami pochodzącymi z oficyny Guntera Zainera z Augsburga, gdzie prawdopodobnie praktykował. Spod jego krakowskiej prasy wyszły cztery druki: uznawany za pierwszy zachowany druk na ziemiach polskich – Almanach Cracoviense ad annum 1474 (kalendarz ścienny drukowany w 1473), Opus restitutionum (dzieło o lichwie i odszkodowaniach) Franciszka de Platea, Explanatio in psalterium (pol. Wykład psałterza) Jana Turrecrematy oraz Opuscula – utwory teologiczne św. Augustyna z Hippony .
Kasper Elyan
We Wrocławiu działał w latach 1475–1482 Kasper Elyan. Jego oficyna wydała około dziewięciu druków, w tym kilka wielokrotnie. Z oficyny Elana pochodzą najstarsze znane druki w języku polskim, a mianowicie trzy modlitwy codzienne (Ojcze nasz, Zdrowaś Maryjo i Apostolski symbol wiary), umieszczone w łacińskich Statutach synodalnych biskupów wrocławskich wydrukowanych w 1475.
Typograf kazań papieża Leona I
Prawdopodobnie w latach 1473–1477 działał niezidentyfikowany ostatecznie Typograf kazań papieża Leona I (Typographus Leonis I papae Sermones). Z jego drukarni wyszło siedem dzieł. Badacze przypuszczają, że mógł być on związany z działającą w Chełmnie oficyną Braci Wspólnego Życia.
Szwajpolt Fiol
Kolejnym drukarzem pracującym w Krakowie był Szwajpolt Fiol z Frankonii. Drukował księgi liturgiczne cyrylicą. Dwa datowane dzieła Fiola opatrzone są rokiem 1491, ale inne, niedatowane, mogły ukazać się jeszcze przed 1490. W 1491 został jednak oskarżony o herezję, co doprowadziło do zakończenia prac drukarni.
Jakub Karweyse
W 1492 Jakub Karweyse wydał w Malborku po niemiecku Żywot świętej Doroty, uważany za najstarszy druk w Prusach, a także również niemieckojęzyczną wierszowaną historię męczeństwa czterech świętych.
Konrad Baumgarten
W Gdańsku w 1498 Konrad Baumgarten, wędrowny typograf z Wirtembergii, założył drukarnię, w której wykonał cztery druki. Baumgarten następnie działał w Ołomuńcu (1500–1502) oraz we Wrocławiu (1503–1506), gdzie wydrukował, m.in. Legendę o świętej Jadwidze. W 1506 osiadł we Frankfurcie nad Odrą.
Inni drukarze
Tylko ze źródeł archiwalnych znane są dwa nazwiska drukarzy w Krakowie: Jan Pepelau (1483–1484) i Jan Krüger. Nie zachowały się żadne ich druki.

### Drukarstwo w XVI wieku

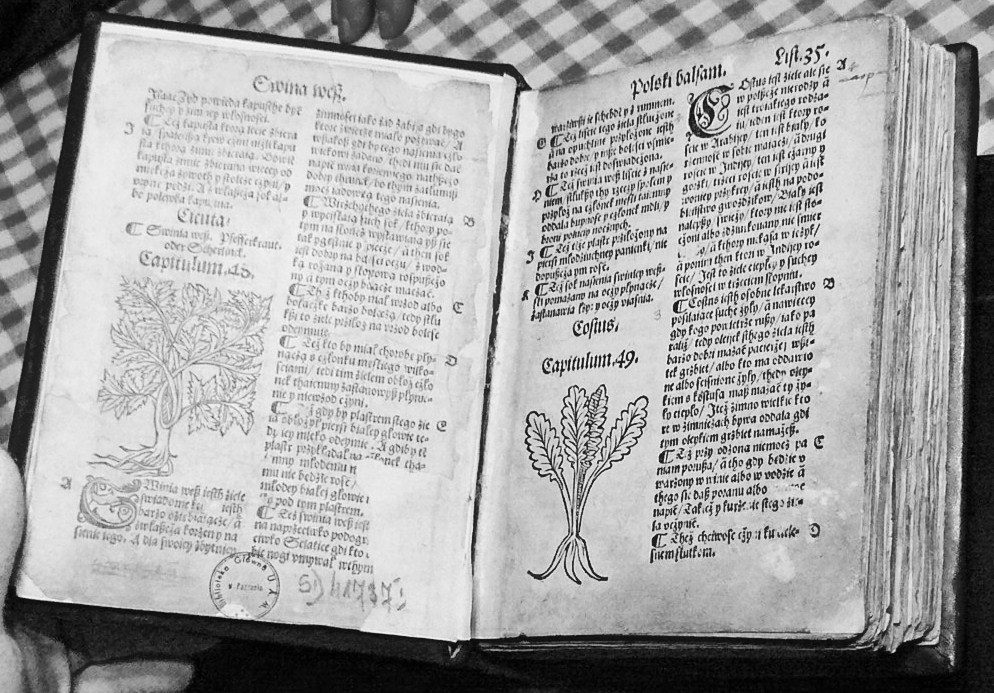
O ziołach i mocy ich Stefana Falimirza – pierwszy polski zielnik, wydrukowany w 1534 w drukarni Floriana Unglera w Krakowie

Głównym ośrodkiem drukarstwa w tym okresie był Kraków. Pod koniec XVI w. na 25 czynnych w Polsce oficyn 9 znajdowało się w Krakowie. Wydały one dwukrotnie więcej pozycji niż pozostałe polskie drukarnie. W pierwszej połowie XVII w. poziom drukarstwa w Krakowie obniżył się, co było spowodowane m.in. przeniesieniem stolicy do Warszawy oraz pogarszającą się sytuacją społeczno-polityczną.
Kasper Hochfeder
Pierwszą stałą drukarnię prowadził w Krakowie w latach 1503–1505 w domu Jana Hallera pochodzący z Bawarii Kasper Hochfeder. Wydał w tym czasie około 30 druków, głównie podręczniki uniwersyteckie sztuk wyzwolonych oraz księgi liturgiczne. W 1505 przekazał oficynę Hallerowi, ale jeszcze do 1508 pracował w niej jako kierownik techniczny.
Jan Haller
Jan Haller pochodził z Rothenburga. W 1505 przejął drukarnię od Hochfedera i otrzymał przywilej na druk dzieł świeckich, kościelnych i podręczników dla Akademii Krakowskiej, dzięki czemu stał się monopolistą w mieście. Z jego oficyny w latach 1505–1525 wyszło około 250 druków, m.in. Statut Łaskiego, w którym znalazł się pierwszy drukowany tekst pieśni Bogurodzica. Być może w oficynie Hallera wyszło przed 1508 dziełko Historyja umęczenia Pana naszego Jezusa Chrystusa, mogące być pierwszą książką drukowaną po polsku, znane jest jednak ono tylko z opisu z XIX wieku. Haller posiadał także papiernię w Prądniku oraz prowadził księgarnię. W 1517, na skutek zabiegów innych drukarzy, Haller zrzekł się częściowo swoich przywilejów, co umożliwiło rozwój innych oficyn drukarskich.
Florian i Helena Ungler
Florian Ungler pochodził z Bawarii. W latach 1510–1516 drukował w Krakowie samodzielnie lub w spółce z Wolfgangiem Lernem. Z tego okresu z warsztatu Unglera pochodzi dzieło uchodzące przed długi czas za pierwszą książkę wydrukowaną po polsku – Raj duszny Biernata z Lublina (1513). Ungler działał też na rzecz ujednolicenia polskiej pisowni, wydając około 1514 pierwszy drukowany traktat o polskiej ortografii – Ortographia seu modus Stanisława Zaborowskiego. W tym okresie Ungler wydał około 80 tytułów. W latach 1516–1521, nie będąc w stanie konkurować z uprzywilejowanym Hallerem, został kierownikiem technicznym w jego drukarni. Własną oficynę prowadził ponownie w latach 1521–1536. Po śmierci Unglera w 1536 drukarnię objęła jego żona Helena i prowadziła oficynę do swojej śmierci w 1551. W drugim okresie działalności oficyny Unglera ukazało się w niej 166 pozycji.
Hieronim Wietor
Hieronim Wietor wywodził się z Lubomierza na Śląsku. W 1510 założył drukarnię w Wiedniu, w której wydawał m.in. autorów polskich. W 1518 założył własną drukarnię w Krakowie, którą prowadził do śmierci w 1546. Oficyna Wietora stała na wysokim poziomie technicznym – używał antykwy pochodzenia włoskiego, posiadał dobre drzeworyty, wprowadził w Polsce renesansowy ornament ramki włoskiej, próbował też stworzyć czcionkę narodową. W oficynie Wietora ukazało się ponad 550 pozycji, w tym m.in. Żywot Pana Jezu Krysta. Po śmierci Wietora przez kilka lat oficynę prowadziła jego żona Barbara, która wyszła następnie za mąż za Łazarza Andrysowicza, co dało początek Drukarni Łazarzowej.
Drukarnia Łazarzowa i Jan Januszowski

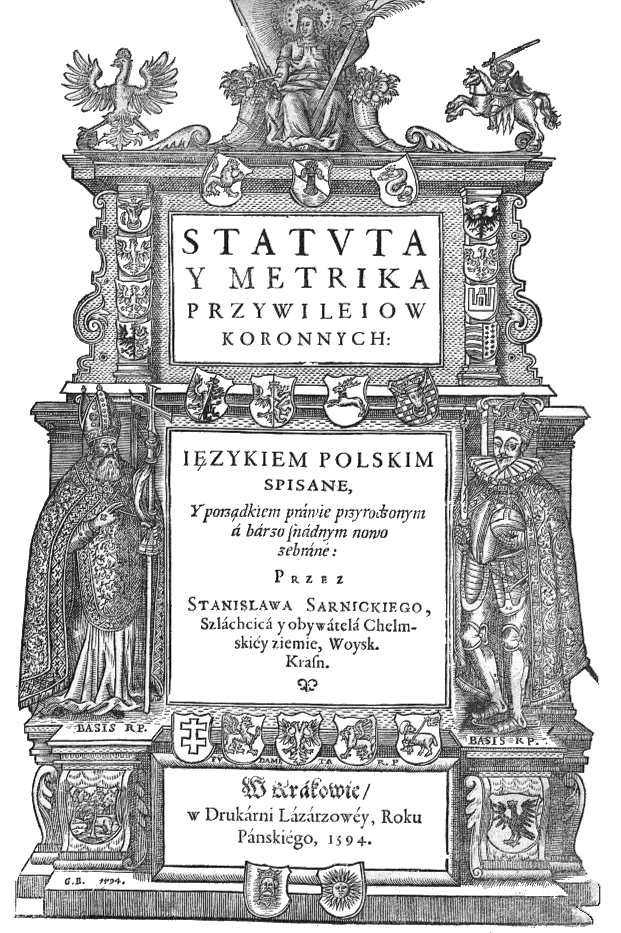
Frontyspis dzieła Stanisława Sarnickiego Statuta i metryka przywilejów koronnych 1594, wydanego w Drukarni Łazarzowej w Krakowie

Łazarz Andrysowicz prowadził Drukarnię Łazarzową do śmierci w 1577. W tym czasie wydał m.in. De Republica emendanda Andrzeja Frycza Modrzewskiego. W 1577 drukarnię przejął jedyny syn Łazarza i Barbary Jan Januszowski (nazwisko otrzymał przy nobilitacji). Nie sygnował jednak druków własnym nazwiskiem i pozostał przy dawnej nazwie „Oficyna Łazarzowa”. Pod jego kierunkiem zakład stał się czołową polską drukarnią. W 1578 Januszowski został serwitorem królewskim, co nakładało na niego obowiązek wydawania konstytucji sejmowych, statutów i pism urzędowych. Januszowski był też głównym wydawcą dzieł Jana Kochanowskiego, a także wydał Biblię Jakuba Wujka. Cały dorobek Drukarni Łazarzowej to ponad 400 pozycji. Na zaproszenie Jana Zamoyskiego urządził drukarnię w Akademii Zamojskiej. W 1601, po śmierci żony i pięciorga dzieci, przyjął święcenia kapłańskie, zaś drukarnię wydzierżawił Bazylemu Skalskiemu, a następnie Maciejowi Jędrzejowczykowi, który kilka lat po śmierci Januszowskiego odkupił drukarnię od pozostałych jego synów.
Siebeneycherowie
Siebeneycherowie byli rodziną drukarzy krakowskich, wywodzącą się z Lubomierza i spokrewnioną z Szarffenbergami. Mateusz Siebeneycher poślubił w 1557 Elżbietę, wdowę po Hieronimie Szarffenbergerze, stając się właścicielem oficyny złożonej z papierni, drukarni i księgarni. Produkcja tej oficyny, trwająca przeszło dwadzieścia lat, wyniosła ponad 187 tytułów. W 1584 drukarnię przejął syn Mateusza, Jakub Siebeneycher, i prowadził ją do śmierci w 1604. Drukarnia funkcjonowała następnie jeszcze przez kilkanaście lat, najpierw pod szyldem wdowy Anny, a następnie „Dziedziców Jakóba Zybenaichera”.
Inni drukarze krakowscy
W XVI wieku w Krakowie działały też skromniejsze oficyny (Stanisław Siennik, po którym oficynę przejął Maciej Garwolczyk) lub wędrowne warsztaty drukarskie (Jan Malecki, Stanisław Murmelius).

### Drukarstwo różnowierców
Innowierczy ruch wydawniczo-drukarski w Polsce ma swoje początki w połowie XVI w. W tym czasie wolność osobista i sprawy wyznaniowe spotykały się w Rzeczypospolitej z większą tolerancją niż na Zachodzie. Często cudzoziemcy prześladowani w swoich krajach za przekonania religijne, znajdowali azyl właśnie w Polsce. Okres ten sprzyjał powstawaniu literatury polemicznej i religijnej, co pociągało za sobą potrzebę jej szybkiego rozpowszechniania, a co za tym idzie, zwiększania ilości oficyn drukarskich. W konsekwencji – bardziej intensywnego obiegu książki w kraju. Już w II połowie XVI w. książki innowiercze ukazywały się w wielu oficynach krakowskich.
Każde z wyznań posiadało własne ośrodki oraz drukarnie pracujące na ich potrzeby.

#### Kalwinizm

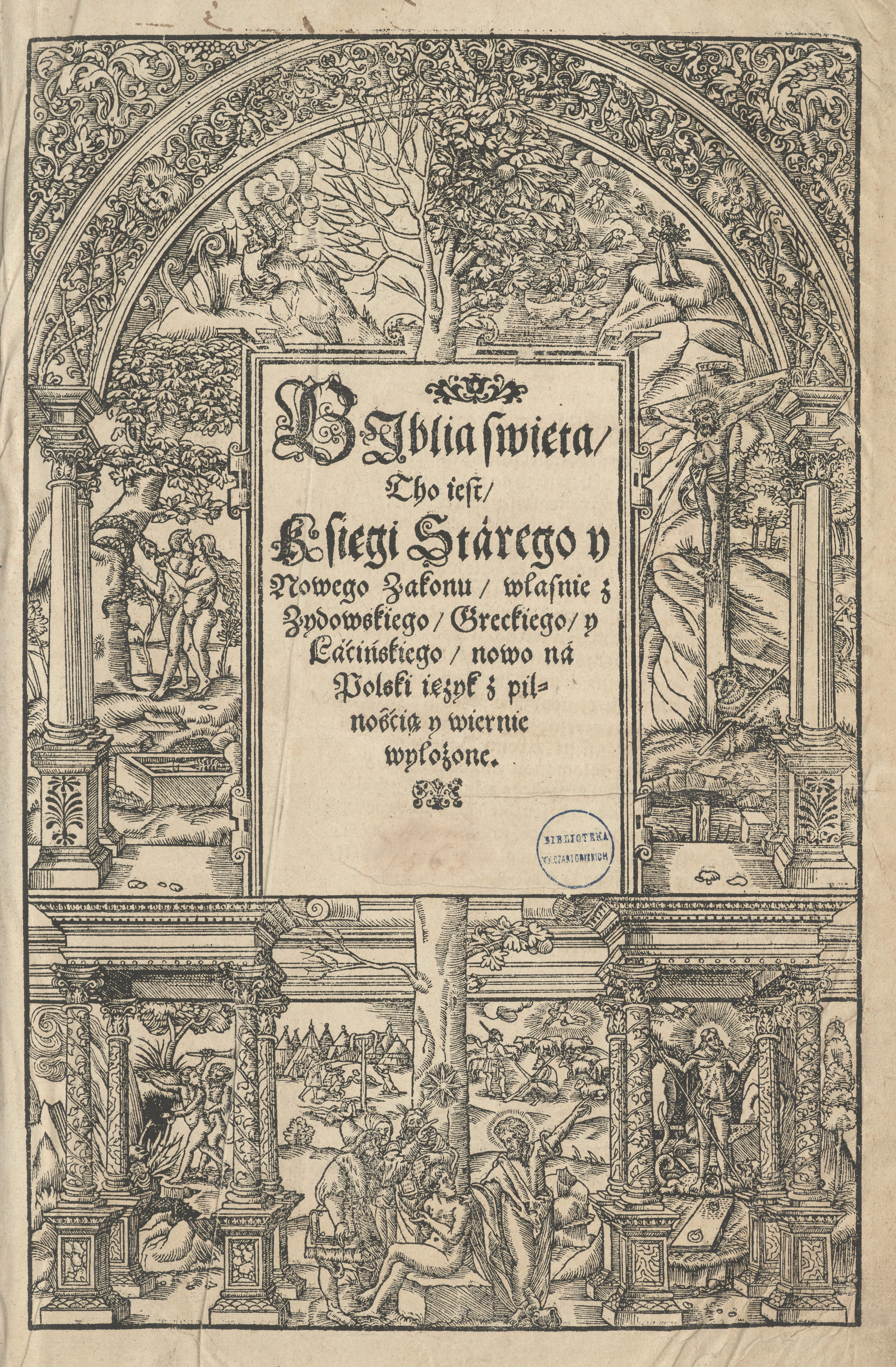
Biblia brzeska, wydana w 1563 przez Drukarnię Radziwiłłowską w Brześciu

Największym kalwińskim ośrodkiem drukarskim był Brześć Litewski. W 1553 r. powstała oficyna finansowana przez księcia Mikołaja Radziwiłła Czarnego, Drukarnia Radziwiłłowska. Drukarnią kierowali: Bernard Wojewódka i Andrzej Trzecieski. Tłumaczyli i drukowali pisma o tematyce religijnej oraz pieśni kościelne. Po śmierci Wojewódki, drukarnią kierował Stanisław Murmelius (1558), który wydał, m.in. kancjonał Jana Zaremby Pieśni chwał Boskich. Najważniejszym wydawnictwem oficyny była Biblia brzeska (1563), zwana też Radziwiłłowską. Dedykowano ją królowi Zygmuntowi Augustowi i ozdobiono drzeworytami. Przekład Biblii zajął uczonym 6 lat. Przypuszcza się, że drukarzem Biblii był Cyprian Bazylik (ok. 1535–1591), który pracował tam do 1566 r., a następnie był właścicielem oficyny. Po siedmiu latach przeniósł ją do Wilna. Ośrodek wydawniczy w Brześciu wydawał druki wyłącznie w języku polskim. Drugim ważnym ośrodkiem był Pińczów koło Krakowa, gdzie w 1557 r. powstały szkoła i drukarnia innowiercza. Na produkcję oficyny pińczowskiej miały wpływ spory i polemiki, toczone wśród polskich wyznawców kalwinizmu. W latach 1558–1562 drukował tu Daniel z Łęczycy, m.in. rozprawę Andrzeja Frycza Modrzewskiego De primatu papae. Z powodu cenzury zboru, Daniel opuścił Pińczów i drukował w innych ośrodkach.

#### Bracia polscy
Od 1574 r. w Krakowie działała drukarnia Aleksego Rodeckiego. Kłopoty z cenzurą kościelną spowodowały, iż zmuszony był on drukować pod pseudonimami Turobińczyk i Adamowicz. Ostatecznie przeniósł oficynę do Rakowa, który był główną siedzibą braci polskich. Założyli oni Akademię Rakowską, dla której drukowała oficyna Rodeckiego. Od 1600 r. prowadził ją jego zięć – Sebastian Sternacki. W Rakowie wydawano pisma Fausta Socyna, przywódcy gminy oraz opracowany zbiorowo (Hieronim Moskorzowski, Walenty Smalc, Jan Völkel) Katechizm Rakowski (1605). Drukowali tu również swoje traktaty Crelius, Osterod i inni. Oficyna, oprócz dzieł pisarzy braci polskich, drukowała też prace innych autorów, m.in.: Paprockiego i Klonowica oraz popularną literaturę moralizatorską i rozrywkową w języku polskim. Drukarnia i Akademia w Rakowie zostały zamknięte na mocy wyroku sejmu warszawskiego w 1638 r. Funkcjonowały także mniejsze drukarnie pod protektoratem magnata Jana Kiszki w Nieświeżu, Łosku i Węgrowie. Oficyny wydawały pisma Szymona Budnego. W latach 1570–1572 ukazała się tzw. Biblia nieświeska. Drukowali tu Daniel z Łęczycy i Jan Kiercan.

#### Luteranizm

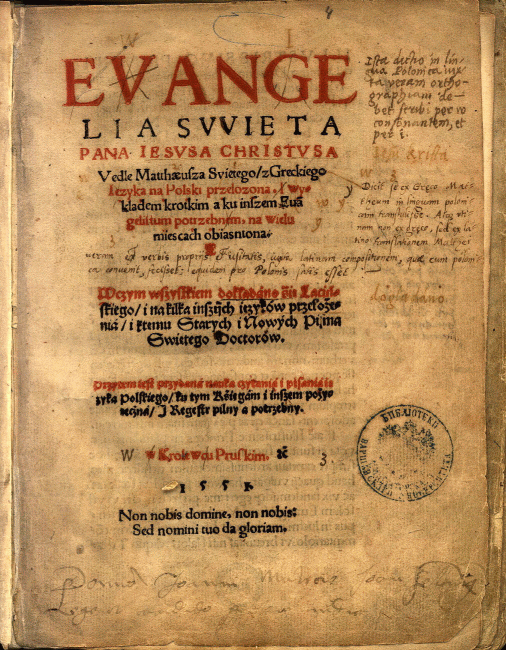
Ewangelia Mateusza w polskim tłumaczeniu Stanisława Murzynowskiego, wydana w 1551 przez Jana Seklucjana w Królewcu

Centrum drukarstwa luterańskiego był Królewiec. Działał tu Jan Seklucjan (ok. 1510–1578), autor i wydawca, m.in.: Katechizmu […] dla prostego ludu (1545), Postylli polskiej domowej, pierwszej części Nowego Testamentu z dodatkiem Ortografia polska (1551) Stanisława Murzynowskiego. Jan Seklucjan sprowadził do Królewca czeskiego drukarza Aleksandra Augezdeckiego (1549), który wydał, m.in., kancjonał braci czeskich w polskim tłumaczeniu Walentego z Brzozowa – Cantional albo Księgi chwał Boskich. Jan Malecki wydawał tu broszury i pisma dla ludności polskiej w Prusach. W II. połowie XVI w. polskie druki wydawały drukarnie: Jana Daubmanna i Jerzego Osterbergera (tu ukazała się kronika Stryjkowskiego). Wielkopolska była azylem braci czeskich, odłamu zbliżonego do luteranizmu. W Szamotułach w latach 1558–1561 działa drukarnia założona przez Augezdeckiego, który wydał 6 druków, m.in. kancjonał czeski Piesné chval Božskych (1561). W Lesznie istniały: szkoła, seminarium i drukarnia braci czeskich, z którą współpracował rektor szkoły, Jan Ámos Komenský.

#### Prawosławie
Pionierem wydawnictw prawosławnych drukowanych cyrylicą był Szwajpolt Fiol. W latach 1486(?)–1492 wydał w Krakowie cztery dzieła liturgiczne: Czasosłowiec – rodzaj brewiarza (1491), Osmiohłasnik albo Oktoich – zbiór hymnów św. Jana z Damaszku (1491), Triod´ postnaja i Triod´ cwietnaja – pieśni, modlitwy i rytuał okresu wielkopostnego. Fiol został oskarżony o herezję – w wyniku procesu jego oficyna upadła. Centrum wydawniczym dla ludności obrządku prawosławnego stało się Wilno. Od 1525 r. książki drukowane cyrylicą wydawał Franciszek Skoryna (ok. 1486–1551), który wcześniej działał w Pradze. Apostoł (dzieje apostolskie) to pierwszy druk wileński. Kolejnym i ostatnim drukiem była Małaja podrožnaja knižica – pięć oddzielnych książeczek wydawanych kolejno pod wspólnym tytułem. Oficynę przejęli bracia, Kuźma i Łukasz Mamoniczowie, a po nich, syn Kuźmy, Leon Mamonicz. Oficyna domu Mamoniczów działała w latach 1574–1624. Drukowała głównie książki w języku cerkiewnosłowiańskim i białoruskim, tłoczone cyrylicą. Kolportowano je na terenach Słowiańszczyzny południowej i Wielkiego Księstwa Moskiewskiego. Mamonicze zaopatrywali również ziemie litewskie w pisma urzędowe drukowane w języku ruskim i polskim. Najwybitniejsze dzieło, to Statut Wielkiego Księstwa Litewskiego wydany po rusku w 1588 r., a później również w języku polskim. Od 1607 r. oficyna wydawała coraz więcej druków polskich. W 1624 r., po śmierci Leona Mamonicza, oficynę przejął zakon bazylianów. W Zabłudowie koło Białegostoku w latach 1567–1570 działała drukarnia urządzona przez Piotra Timofiejewicza Mścisławca i Iwana Fiodorowa. Wydano w niej Ewangelię (1569) oraz Psałterz (1570). Sam Fiodorow wydał w Ostrogu Nowy Testament oraz Biblię ostrogską (1580–1581) – największy i najwspanialszy zabytek drukarstwa ruskiego z XVI w. Drukarnia w Nieświeżu wydała cyrylicą katechizm luterski (1526) i inne dzieła Szymona Budnego, przeznaczone do propagowania wyznania ewangelickiego wśród ludności ruskiej. W połowie XVII w. centrum drukarstwa prawosławnego stał się Kijów. Po reformie cyrylicy (1708–1710) przez cara Piotra Wielkiego rozpowszechnił się nowy typ pisma drukarskiego, tzw. grażdanka. Jej czcionki posiadały wszystkie większe drukarnie polskie we wschodnich miastach Rzeczypospolitej.

#### Drukarstwo hebrajskie
Pierwszą oficynę drukującą po hebrajsku założyli Chaim Schwarz i Dawid Ben Jonathan w Oleśnicy na Śląsku. W 1530 r. wydali Pięcioksiąg Mojżesza (obecnie ta edycja jest unikatem – jedyny jej egzemplarz jest w Bodleian Library). W 1535 r. wygnano Żydów z miasta – uważano, iż drukowanie Pięcioksięgu ściągnęło na miasto huragan. W Krakowie (Kazimierz) w 1534 r. drukarnię hebrajską otworzyli bracia Samuel, Aszer i Eliakim Helicze. Wydali, m.in. słownik niemiecko-hebrajski do Pięcioksięgu Mojżesza. Ludność żydowska zbojkotowała ich druki po przyjęciu przez nich chrztu. W 1540–1541 Paweł Helicz prowadził oficynę samodzielnie, wydał niemiecki tekst Nowego Testamentu Lutra drukowany hebrajskimi czcionkami. Wobec niechętnej postawy otoczenia, Helicz przeniósł się do Wrocławia. Druki Heliczów zachowały się do dziś zaledwie w kilku unikatowych egzemplarzach. W latach 1544–1682 w Lublinie działa drukarnia żydowska, która wydała ponad 100 dzieł. Najwybitniejszym jej pracownikiem był Żyd niemiecki Kolonymos Ben Mardochaj Jaffe. Wykonanie techniczne druków hebrajskich stało na wysokim poziomie. Również niektóre drukarnie polskie posiadały czcionki hebrajskie.

### Drukarze polscy za granicą
W XV wieku w Neapolu drukarnię wraz z jakimś Włochem prowadził Jan Adam. Na przełomie XV i XVI wieku w Hiszpanii działał Stanisław Polak, którego druki charakteryzowały się wysokim poziomem technicznym i artystycznym. W latach 1555–1568 Rafał Skrzetuski-Hoffhalter prowadził drukarnię najpierw w Wiedniu, a następnie na Węgrzech, gdzie stał się pionierem drukarstwa w języku węgierskim. Tradycje drukarskie kontynuował jego syn Rudolf Skrzetuski-Hoffhalter, który przeniósł się do Chorwacji i wydawał książki w język serbsko-chorwackim

## Drukarstwo w epoce Oświecenia

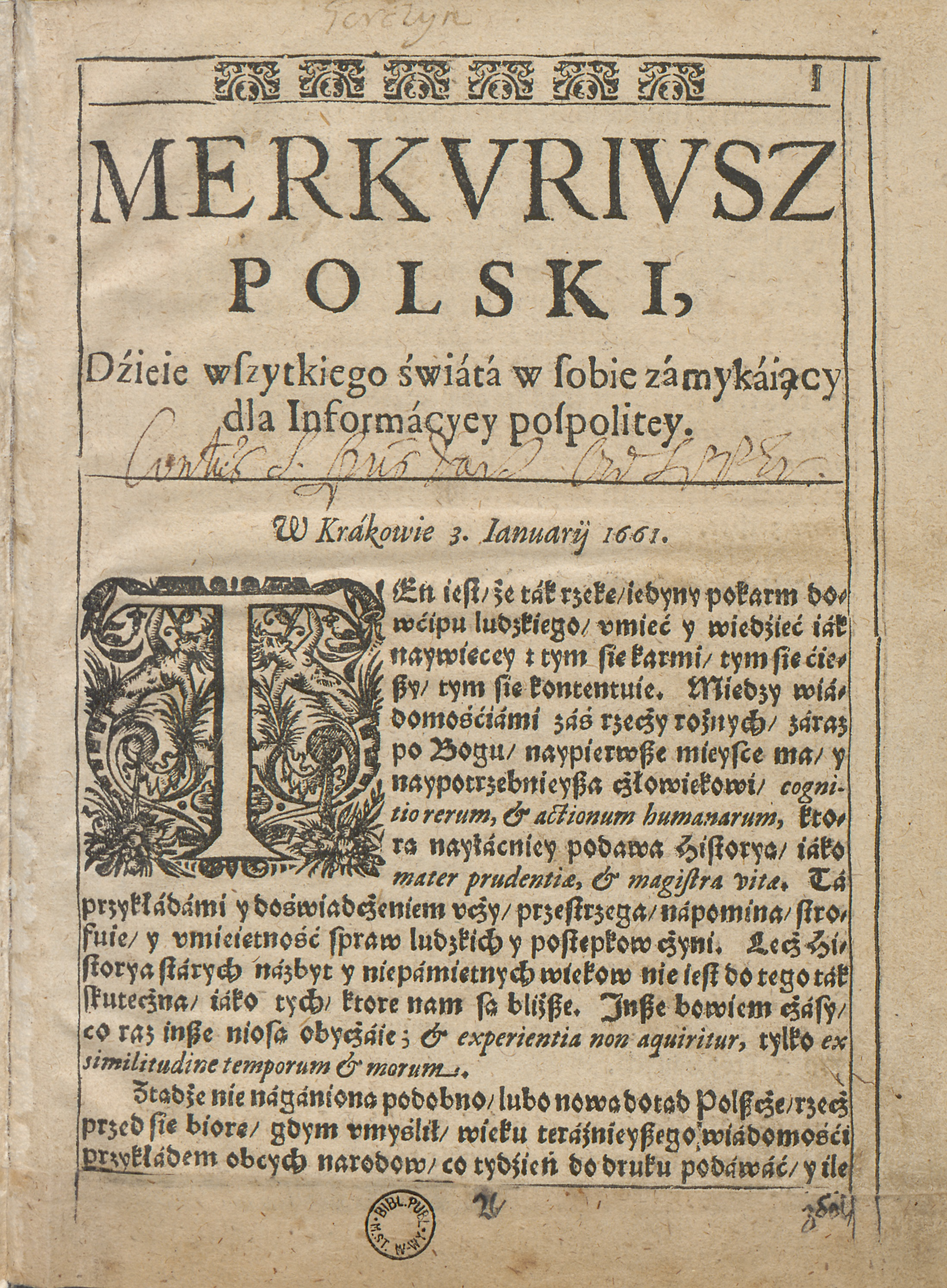
Pierwsze zachowane polskie czasopismo „Merkuriusz Polski Ordynaryjny” nr 1 z 1661 roku

Od wstąpienia na tron króla Stanisława Augusta w 1764 r. datuje się nowa epoka w życiu kraju. W Warszawie powstał promieniujący na cały kraj ośrodek literacki i naukowy, skupiony wokół dworu królewskiego. Panującym w literaturze ówczesnej był kierunek satyryczno-dydaktyczny, znajdujący wyraz w bajce, satyrze, komedii, powieści obyczajowej itp. Wielu wybitnych pisarzy i publicystów czynnie zajmowało się drukarstwem i edytorstwem. W tamtym okresie polska twórczość piśmiennicza i produkcja typograficzna odzwierciedlały, podobnie jak w całej Europie, wzory stylu francuskiego z okresu baroku, potem rokoka i klasycyzmu. Przodujące stało się drukarstwo w Warszawie. Tam książka otrzymała nowożytny wygląd, tłoczona była łacińską antykwą, ozdobiona ilustracją miedziorytową i winietami. Materiał typograficzny wybitniejsze drukarnie sprowadzały z Francji i Anglii. Jednak w XVIII w. polski przemysł był pod tym względem zupełnie samowystarczalny. Reformę zmierzającą do podniesienia poziomu drukarstwa wprowadziły oficyny pijarów, które jako pierwsze zaczęły dbać o staranny druk, czyste czcionki i lepszej jakości papier. Zakonne warsztaty w stolicy podejmowały się poważnych wydawnictw naukowych. Przełomową datą w dziejach drukarstwa warszawskiego był rok 1756. Wtedy właśnie, obok dwóch istniejących drukarń pijarów i jezuitów, powstała pierwsza drukarnia świecka i zarazem mieszczańska. Założycielem był Wawrzyniec Krzysztof Mitzler de Kolof. Oprócz Warszawy z większych ośrodków wydawniczych wybijał się Kraków, który jednakowoż był odsunięty nieco od głównego nurtu życia politycznego i literackiego. W II. połowie XVIII w. działało tam pięć drukarń. Do 1707 r. w Warszawie istniała tylko jedna drukarnia – Drukarnia pijarska. Pomimo tego Warszawa stała się w XVIII wieku najpoważniejszym ośrodkiem drukarsko-księgarskim. Najważniejsze zasługi położyli wówczas świeccy drukarze mieszczańscy (często obcego pochodzenia). Potrafili oni zorganizować wielkie tłocznie na poziomie technicznym przodujących oficyn europejskich, rozwinąć handel księgarski, nawiązać kontakty z drukarniami i księgarniami zagranicznymi, zgromadzić stosowny kapitał nakładowy, uruchomić nowoczesne środki reklamy oraz związać ze swą działalnością grono wybitnych autorów. Duże zasługi mają w tym zakresie także mieszczańscy drukarze większych ośrodków prowincjonalnych: Krakowa, Lwowa, Gdańska czy Torunia. Przy wydawaniu podręczników szkolnych zasłużyły się drukarnie akademickie i uniwersyteckie. Mimo że w XVIII w. wciąż jeszcze największą liczbę drukarń stanowiły zakłady kościelne (głównie zakonne), jako gorzej zorganizowane i wyposażone, nie odegrały jednak głównej roli.

### Drukarnie warszawskie

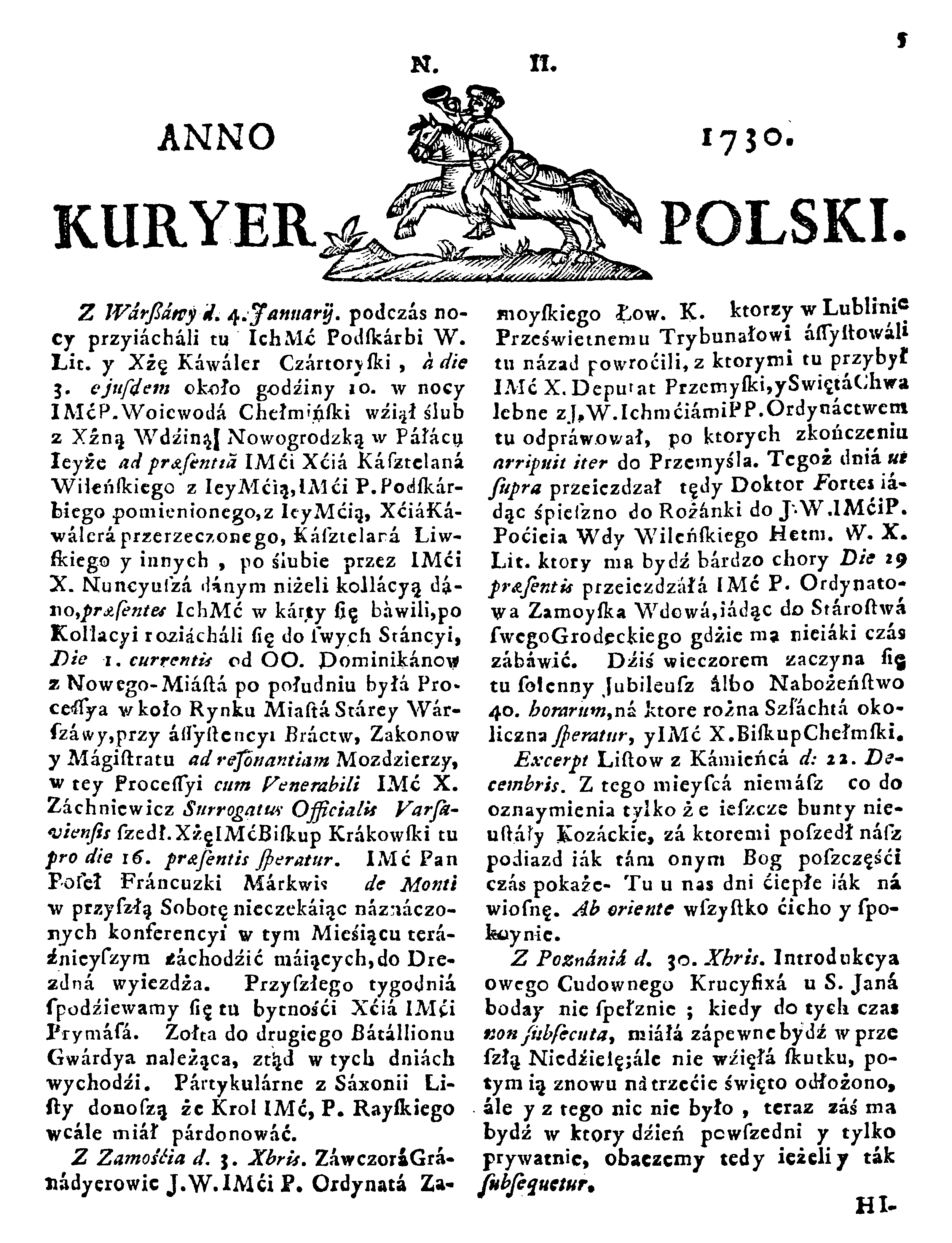
Kuryer Polski – czasopismo wydawane od 1729 w Warszawie, początkowo w drukarni pijarskiej, następnie jezuickiej

- Drukarnia pijarska – w 1682 r. pijarzy nabyli uznaną drukarnię po-Elertowską, a w 1693 r. wszystkie jej przywileje na wydawanie druków urzędowych. Do 1707 r. była prawdopodobnie jedyną drukarnią warszawską, choć jej działalność kontynuowano jeszcze w XIX w. Znamy z nazwiska kilku jej księży prefektów, byli wśród nich: B. Raciborski (1732), Walenty od św. Kunegundy (1734), F. Piaskowski (?), A. Pregler (1751–1761), ks. Tarczewski (?), F. Zdziebłowski (1781–1791) i Sz. Bielski (od 1792). Tłoczono w niej zazwyczaj: druki urzędowe i sejmowe, gazety i czasopisma, kalendarze, a ponadto: dzieła naukowe, podręczniki szkolne, publicystykę i literaturę piękną (głównie autorów pijarskich). Przy drukarni funkcjonowała także księgarnia.
- Drukarnia Jezuicka – założona w 1717 r., początkowo na użytek wewnętrzny zakonu jezuitów, od 1735 r. także na użytek publiczny. Prefektami drukarni byli księża, m.in.: Stefan Puzyna, Antoni Kruszewski, Michał Juchniewicz, Karol Wyrwicz i Franciszek Bohomolec (od 1762). Publikowano w niej druki urzędowe, gazety, czasopisma, dzieła naukowe i literackie, podręczniki szkolne, publicystykę, kalendarze i druki okolicznościowe. Po kasacie zakonu w 1773 r. drukarnia przeszła pod firmę Drukarni Nadwornej JKMci, której funkcję dyrektora dożywotnio sprawował Fr. Bohomolec. Po jego śmierci (1784) drukarnia przyjęła nazwę: Drukarnia Nadworna JKMci i Komisji Edukacji Narodowej, a jej prefektem został były współpracownik Bohomolca, ks. Stanisław Matciński. W czasie insurekcji kościuszkowskiej była to Drukarnia Wydziału Instrukcji Rady Najwyższej Narodowej.
- Drukarnia Misjonarzy – założona w 1780 r., tłoczyła głównie: dzieła religijne, naukowe, literackie, publicystyczne, podręczniki szkolne, czasopisma oraz druki urzędowe (okazjonalnie). Jej prefektami byli księża: Wawrzyniec Zolski (?), Jan Kanty Górnicki (1793), ks. Matulski (?), A. Faltynowski (od 1796). Funkcjonowała aż do lat 60. XIX w. Przy drukarni prowadzono księgarnię.
- Drukarnia Wawrzyńca Mitzlera de Kolof – Mitzler uruchomił ją w 1756 r., głównie dla tłoczenia własnych czasopism uczonych. Drukował w niej także dzieła naukowe, publicystyczne, podręczniki szkolne, literaturę piękną i druki urzędowe. W latach 1765–1770 wydawał dzieła nakładem Societatis Litterariae ad Edendos Optimos Libros. W 1768 r. przekazał swą oficynę Korpusowi Kadetów, zatrzymując dożywotnio jej kierownictwo (przeniósł ją do Pałacu Kazimierzowskiego). Wówczas to wzmożono drukowanie wydawnictw szkolnych. Po śmierci Mitzlera (1778) kierownictwo drukarni kadeckiej objął znany giser warszawski – Adam Gieryk Podebrański. Lata 1779–1783 przyniosły schyłek działalności. Okres prosperity nastał w 1784 r. gdy zarządzać nią zaczął Piotr Dufour (do likwidacji Korpusu Kadetów w 1794 r.).

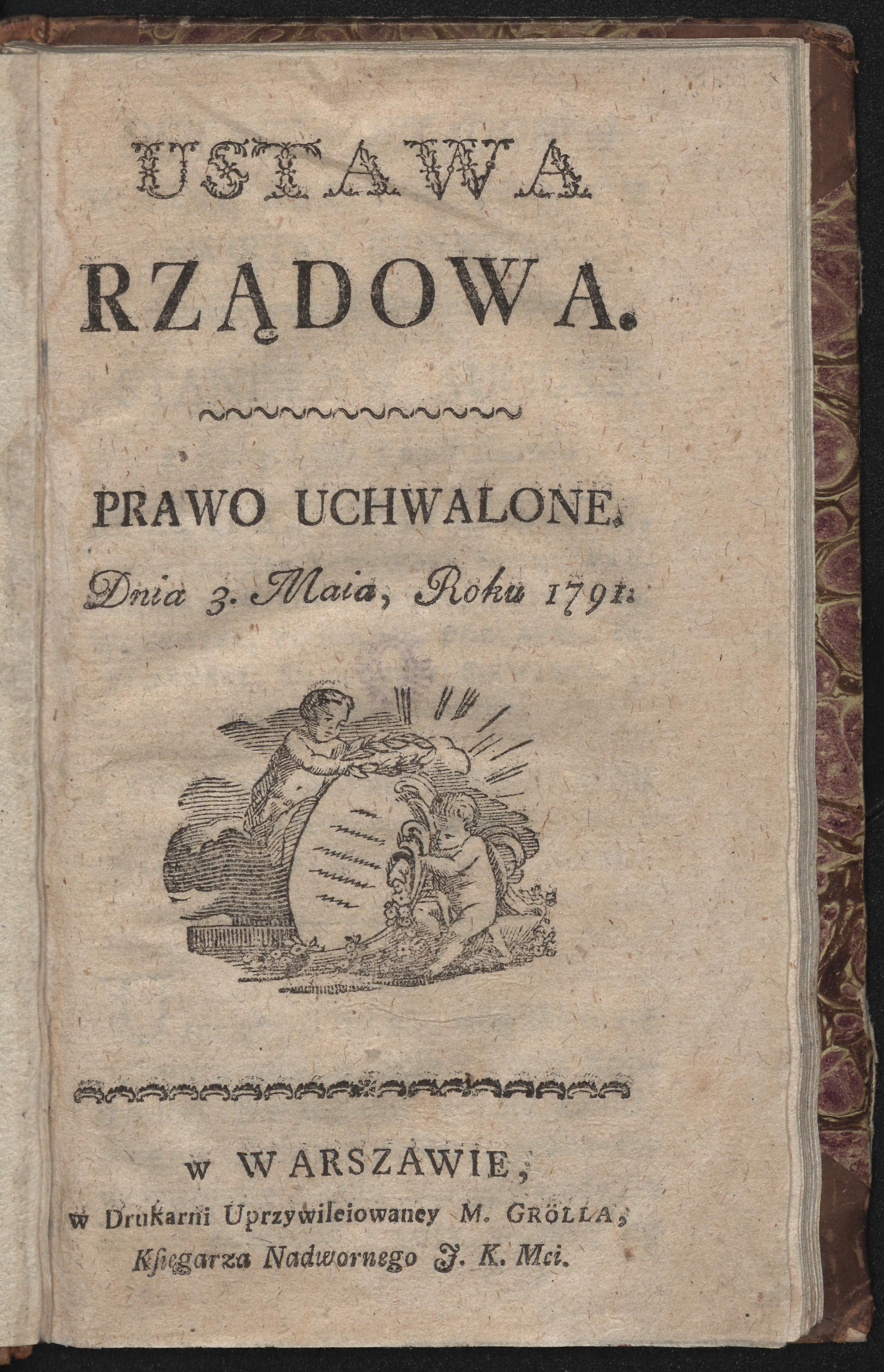
Konstytucja 3 maja, wydana w 1791 przez Michała Grölla w Warszawie

- Drukarnia Michała Grölla – Gröll, najwybitniejszy drukarz i księgarz polskiego Oświecenia, działalność księgarską rozpoczął w 1756 r. w Dreźnie, już wówczas nawiązując kontakty z polskim rynkiem wydawniczo-księgarskim. W 1759 r. przeniósł się do Warszawy, zachowując jeszcze księgarnię drezdeńską. W 1763 r. otworzył nową księgarnię w Warszawie, kantor ogłoszeń i salę aukcyjną, już wcześniej prowadząc ożywioną działalność wydawniczą. Nie posiadając jeszcze własnej drukarni, tłoczył swe nakłady czasopism, dzieł naukowych i literackich, najpierw w drukarni pijarów (do 1770), później w oficynie jezuitów (od 1770), a także w drukarniach lipskich i drezdeńskich. Własną, nowocześnie wyposażoną drukarnię uruchomił w 1778 r. Tłoczył w niej dzieła naukowe, literackie, druki urzędowe, czasopisma, podręczniki i publicystykę, aż do swej śmierci (1798).
- Drukarnia Piotra Dufoura – Piotra Dufoura, byłego drukarza i księgarza Akademii Francuskiej, do Warszawy sprowadził A. K. Czartoryski. Dzięki jego mecenatowi, Dufour w 1775 r. założył własną, doskonale zorganizowaną i zaopatrzoną drukarnię, którą prowadził aż do swej śmierci (1796). Tłoczył w niej, częściowo własnym nakładem, utwory dramatyczne (specjalna seria wydawnicza Teatr Polski), powieści, dzieła naukowe, publicystykę, czasopisma, gazety, druki urzędowe i okolicznościowe. Specjalizował się w wydawaniu przekładów z literatury francuskiego Oświecenia. Obok drukarni prowadził także własną księgarnię. Około roku 1785 utrzymywał filię księgarską w Łowiczu. Po śmierci Dufoura księgarnię i drukarnię prowadził Tomasz Lebrun (do 1804), którego zastąpił Antoni Lesznowski, redaktor Gazety Warszawskiej (do 1820).
- Drukarnia muzyczna Engla – w latach 1773–1776 funkcjonowała w Warszawie drukarenka muzyczna Engla, kompozytora i muzyka, który przybył z Lipska w 1772 r. (kapelmistrz, początkowo na dworze króla Stanisława Augusta, później w Kolegiacie Św. Jana). Nuty tłoczył przy pomocy czcionek ruchomych, udoskonalonych przez lipskiego drukarza J.G. I. Breitkopfa (co było dużą nowością w Polsce).
- Drukarnia Stefana Baccigalupiego – Stefan Baccigalupi, dzięki wsparciu warszawskiego bankiera Piotra Blanka, w 1784 r. założył Drukarnię Loterii Genueńskiej Komisji Skarbu Koronnego, tłoczącą początkowo druki loteryjne. W okresie Sejmu Czteroletniego drukowano także teksty oper włoskich. W styczniu 1793 r. Baccigalupi wydzierżawił swą oficynę ks. Karolowi Malinowskiemu (redaktorowi Korespondenta), która latem 1796 r. przeszła na własność H. Wyżewskiego.
- Drukarnia Nowa Piotra Zawadzkiego – w 1777 r. Piotr Zawadzki uruchomił w Warszawie odlewnię czcionek, która szybko uzyskała opinię najlepszej w Polsce. Odlewano w niej m.in.: czcionki nutowe, winiety i ozdoby drukarskie. Własną drukarnię otworzył w 1789 r. i tłoczył w niej: czasopisma, gazety, kalendarze, dzieła naukowe i publicystyczne, druki okolicznościowe i urzędowe. Przy drukarni prowadził także księgarnię. Po śmierci Zawadzkiego (1796) firmę poprowadziła wdowa Magdalena Zawadzka, aż do jej likwidacji w 1808 r.
- Drukarnia Wolna Jana Potockiego – w 1788 r. założył ją znany pisarz i orientalista Jan Potocki, oddając pod zarząd Antoniego Czarniawskiego, byłego współpracownika Dufoura. Oficyna drukowała głównie publicystykę dotyczącą obrad Sejmu Czteroletniego, nieco rzadziej literaturę i czasopisma. Jej działalność zakończyła się w 1793 r.
- Drukarnie Tadeusza Mostowskiego – pierwszą swą drukarnię Mostowski uruchomił w styczniu 1792 r. Wydawana tam była: Gazeta Narodowa i Obca (którą współredagował Mostowski), broszury polityczne, powieści i druki ulotne. Oficyną kierował Stanisław Szymański. W sierpniu 1792 r. (po likwidacji Gazety...) drukarnia trafiła pod zarząd Karola Eisbacha, który prowadził ją jeszcze w 1793 r. W latach 1802–1806 i 1815–1820 Mostowski posiadał świetnie zorganizowaną i wyposażoną (m.in. w pierwsze w Polsce „didoty”) drukarnię przy Nowolipiu. Tłoczyła ona najczęściej dzieła naukowe i literackie (m.in. słynną serię Wybór Pisarzy Polskich), współpracując z warszawskim Towarzystwem Przyjaciół Nauk. W grudniu 1820 r. stała się własnością jej dotychczasowego pracownika – Onufrego Łątkiewicza.
- Drukarnia Tadeusza Podleckiego – powstała w 1791 r., dla tłoczenia czasopism wydawanych przez Podleckiego. Ponadto wydawano w niej publicystykę dotyczącą obrad Sejmu Czteroletniego. W okresie Targowicy (2 stycznia 1794 r.) Podlecki zdobył zezwolenie na wydawanie druków urzędowych Komisji Policji Koronnej, od tego momentu oficyna nosiła nową nazwę: Drukarnia Komisji Policji Koronnej. W czasie powstania kościuszkowskiego drukarnia tłoczyła gazetę wydawaną przez Podleckiego.
- Drukarnia Józefa Mejera – była to niewielka drukarnia, w której w latach 1791–1793 wydawano Gazette de Varsovie. W 1793 r. zarządzał nią Wojciech Krompt, a już w grudniu 1793 r.oficynę wydzierżawił ks. Józef Mejer (wspólnie z Janem Ciszewskim). Tłoczono w niej m.in. powstańczą Gazetę Obywatelską.
- Drukarnia Tadeusza Włodka – istniała w latach 1794–1796. Właściciel tłoczył w niej Gazetę Krajową. W czasie insurekcji kościuszkowskiej oficynę tę i gazetę (Gazeta Wolna Warszawska) przejął Antoni Lesznowski. Prawowity właściciel odzyskał ją wkrótce na kilkanaście miesięcy (luty 1795 – połowa lipca 1796).
- Drukarnia Józefa Dziarkowskiego – zarządzał nią Józef Dziarkowski, właściciel znanej kawiarni patriotycznej, jakobin i członek władz powstańczych. Oficyna funkcjonowała przez cały okres insurekcji kościuszkowskiej, tłocząc głównie pisma urzędowe i publicystyczne.
- Drukarnia Jabłońskiego – w czasie powstania kościuszkowskiego działa także prasa drukarska Jabłońskiego, której używano do odbijania miedziorytów. Tłoczyła także prace sztycharskie Jabłońskiego i innych sztycharzy.
- Drukarnia Wiktora Dąbrowskiego – założona w 1805 r. i kierowana przez właściciela aż do jego śmierci (1818). Drukarnię przejął jego syn, Stanisław. Tłoczono w niej dzieła literackie i naukowe, m.in. pracę Walentego Skorochoda-Majewskiego O Słowianach... w 1816 r. Według K. W. Wójcickiego – tenże Majewski miał założyć w Warszawie, w 1815 r. pierwszą na Słowiańszczyźnie drukarnię sanskrycką.
- Drukarnia Rządowa – w 1809 r. została uruchomiona dzięki staraniom ministra sprawiedliwości Feliksa Łubieńskiego. W 1811 r. włączono doń resztki drukarni pojezuickiej wraz z dawną drukarnię kadecką.
- Drukarnia Brunona Kicińskiego – działała w latach 1816–1823. W tym okresie tłoczono w niej liczne czasopisma wydawane, redagowane lub inicjowane przez jej właściciela, a także dzieła literackie autorów współczesnych Kicińskiemu i dawnych (m.in. Trembeckiego).
- Drukarnia Natana Glücksberga – ten protoplasta zasłużonej rodziny księgarzy polskich, swą działalność w Warszawie rozpoczął w 1804 r. Wówczas to prowadził, przejętą po zmarłym bracie, wypożyczalnię książek francuskich. Niedługo potem, w 1809 r., posiadał już własną księgarnię, a w 1817 r. prowadził szeroką działalność jako nakładca dzieł literackich. W 1818 r. nazywał siebie księgarzem i typografem Królewskiego Uniwersytetu Warszawskiego, mimo że drukarnię wyposażoną w czcionki francuskie i prasę lipską otworzył dopiero z początkiem 1819 r.
- Zakłady litograficzne – w 1818 r. przy ul. Miodowej funkcjonowała litografia naukowa Aleksandra Chodkiewicza, z usług której korzystali m.in. J. Siestrzeński i J. Lelewel. Pierwszy zawodowy zakład litografii prowadził L. Letourne. W 1819 r. działał także szkolny zakład litograficzny Instytutu Litografii oraz zakład Sztabu Kwatermistrzostwa Generalnego.

Oprócz księgarzy współpracujących z warszawskimi oficynami drukarskimi – funkcjonowały wówczas księgarnie reprezentujące firmy prowincjonalne lub zagraniczne (np. wrocławska firma Kornów), a także liczni księgarze-nakładcy oraz księgarze rozpowszechniający książki cudze.

### Drukarnie w innych miastach

#### Kraków
W XVIII wieku, w Krakowie czynnych było pięć drukarni. Najaktywniejszą była Drukarnia Akademicka, która powstała z 2 drukarń: Piotrkowczyków (1676) i Cezarych (1731). W drugiej połowie XVIII w. powiększyła ją Drukarnia Biskupia (zał. 1748), działająca następnie przy Seminarium Biskupio-Akademickim. Drukarnia Akademicka (od 1781 r. zwana była Drukarnią Szkoły Głównej Koronnej, od 1796 r. Szkoły Głównej Krakowskiej) początkowo wydawała głównie: dzieła religijne, kalendarze i druki okolicznościowe. W okresie działalności Komisji Edukacji Narodowej tłoczyła: dzieła naukowe, podręczniki szkolne i publicystykę.
W 1712 r. księgarz Ignacy Antoni Hebanowski został właścicielem zasłużonej drukarni Schedlów. Po jego śmierci drukarnię prowadziła wdowa Barbara i jej kolejni mężowie: Jakub Matyaszkiewicz (1719–1733) i Dominik Sierakowski (ok. 1740–1746). Kolejnymi drukarniami były drukarnie tłoczące głównie druki akcydensowe: drukarnia Bartla, Adama Kleina i Frola, a następnie Kazimierza Kowalskiego. Pod koniec XVIII wieku aktywne były drukarnie Hebanowskich-Jankowskich-Dziedzickich przy ul. Floriańskiej oraz Dyaszewskiego-Stachowicza-Maja w Rynku i Greblów przy Grodzkiej.

#### Gdańsk
Pierwszą drukarnię, w 1538 r., założył przy ul. Rzeźnickiej pierwszą oficynę Franciszek Rhode, Holender. W latach 1695–1719 prowadził ją Jan Zachariasz Stolle; przez następne 5 lat (do 1724 r.) Jan Daniel i wdowa po nim. Jej drugi mąż, Tomasz Jan Schreiber prowadził drukarnię przez ponad 50 lat (lata 1724–1778). Nieco wcześniej, w 1765 r., nową drukarnię założył syn Schreibera – Karol Ludwik. Po jego śmierci (1772) drukarnia powiększyła przedsiębiorstwo ojca. W latach 1778–1780 prowadzili ją spadkobiercy Schreibera, po czym nabył ją księgarz Dawid Ludwik Wedel i utrzymywał ją do 1805 r. Drukarnia ta obsługiwała Gdańskie Gimnazjum Akademickie i radę miejską. Ponadto tłoczyła dzieła naukowe, religijne (katolickie i protestanckie), publicystykę i podręczniki szkolne.

#### Toruń
Początki drukarstwa w Toruniu sięgają 1568 r. i wiążą się z inicjatywą pisarza, reformatora religijnego, teologa-polemisty, pedagoga Erazam Glicznera, który także sfinansował pierwszego drukarza w Toruniu, Stanisława Worffschauffela-Riessa. Jego druki stały na wysokim poziomie typograficznym, nie ustępując renomowanym drukom królewieckim, a dotyczyły przede wszystkim tematyki religijnej. Związane to było z ożywieniem umysłowym po zwycięstwie w Toruniu reformacji i otrzymaniu przez Toruń przywileju wolności wyznania w 1558 r. od króla Zygmunta II Augusta. Wkrótce Toruń stał się jednym z największych ośrodków protestantyzmu w Rzeczypospolitej oraz drukarstwa protestanckiego. Kolejnym drukarzem toruńskim był Melchior Nehring, który prowadził też księgarnię, wydrukował 51 tytułów (w tym pierwsze w Toruniu druki w języku polskim), m.in. dla półuniwersyteckiej szkoły Gimnazjum Akademickiego (podręczniki, prace naukowe), także publikacje dla innowierców. Nehring wyposażył drukarnię na najwyższym wówczas poziomie technicznym. Za następcy Nehringa, Andrzeja Koteniusza działającego w latach 1587–1597, drukarnia przeniosła się do nowego budynku przy ul. Franciszkańskiej, gdzie działała do 1829 r. Czołowymi autorami toruńskiej oficyny byli m.in. Piotr Artomiusz, Ulrich Schober, Jan Rybiński i in. Mimo okresowych kryzysów oficyna toruńska zapewniała przez cały czas wysoki poziom drukarstwa i należała do czołowych drukarni w Rzeczypospolitej. Była przede wszystkim drukarnią gimnazjalną pozostającą pod ścisłą kontrolą Rady miejskiej i dzierżawioną kolejnym drukarzom.

#### Zamość
Od końca XVI w. w Zamościu działała tu Drukarnia Akademicka, której najpełniejszy rozwój nastąpił w I. połowie XVII w. Jej późniejsza działalność stale malała, szczególnie gdy Akademię przekształcono w liceum (1784), lecz nadal funkcjonowała jeszcze w XIX w. W XVIII w. tłoczono w niej dzieła naukowe, podręczniki szkolne, literaturę okolicznościową, religijną i sławne kalendarze.

#### Wilno
W latach 1628–1839 w Wilnie funkcjonowała drukarnia bazylianów. Tłoczyła w językach polskim, łacińskim i cerkiewnosłowiańskim druki religijne i utwory panegiryczne, a w II połowie XVIII w. wiele dzieł naukowych i literackich. Od XVI w. działała tu też Wileńska Drukarnia Akademicka, często zmieniając swą nazwę (1781–1795 Drukarnia Szkoły Głównej W. Ks. Litewskiego, 1796–1803 Drukarnia Szkoły Głównej Wileńskiej, od połowy 1803 – Drukarnia Uniwersytetu Wileńskiego), do 1773 r. zarządzana przez jezuitów. W roku 1802 przyłączono do niej nabytą grodzieńską oficynę Jasieńskiego. W 1754 r. powstała wileńska Drukarnia Pijarów prowadzona przez ks. Macieja Dogiela. Nowoczesne maszyny z Francji zapewniały wysoki poziom druku, tłocząc na początku zbiór traktatów dyplomatycznych jako oficyna królewska.

#### Lwów
W latach 1642–1773 czynna była tu drukarnia jezuitów, tłocząca głównie druki dewocyjne, panegiryki, nieco rzadziej: podręczniki szkolne, dzieła naukowe i literackie. Począwszy od 1713 r. (przez 70 lat) działała we Lwowie Drukarnia Bractwa Św. Trójcy, która wydawała dzieła religijne, literackie i druki kościelne. Około 1735 r. drukarnię i sprzedaż książek uruchomił Paweł Józef Golczewski. Funkcjonowała do 1751 r., wydając kalendarze, druki okolicznościowe i dewocyjne. W latach 1753–1765 oficyna znanego rytownika lwowskiego, Jana Filipowicza, tłoczyła dzieła religijne i panegiryki. Do 1774 r. prowadzili ją franciszkanie, pomnażając produkcję rozprawkami uczniów szkół: własnych, jezuickich i pijarskich. W latach 1755–1770 funkcjonowała tu Drukarnia Szlichtynów, założona przez Jana Szlichtyna.

#### Lublin
Od 1683 r. w Lublinie drukarnię swą prowadzili tu jezuici przy swoim kolegium. Po kasacie zakonu przejęła ją Komisja Edukacji Narodowej, nadając jej nazwę Drukarni JKMci i Rzeczypospolitej. Do 1781 r. wydzierżawiano ją, po czym przeszła w posiadanie zakonu trynitarzy (do 1814). Drukowano tu głównie: pisma treści religijnej, podręczniki szkolne, kalendarze i druki urzędowe. Nieco rzadziej były to dzieła naukowe i literackie. Były to lata świetności tej drukarni. Później, działa już jako Drukarnia Rządowa. W 1813 r., z inicjatywy Jana Karola Pruskiego, powstała tu druga drukarnia. Kierował nią do 1823 r., drukując w latach 1816–1817 czasopisma. Ponadto, w latach 1816–1836, istniała tu oficyna drukarska Kazimierza Szczepańskiego.

#### Wrocław
Firma Kornów. W 1732 r. Jan Jakub Korn założył we Wrocławiu księgarnię nakładową i rozpoczął wydawanie podręczników języka polskiego i książek polskich. Kontakty polskie zacieśnił jego syn, Wilhelm Bogumił, prowadzący firmę od 1762 r. Wydawano w niej Kochanowskiego, Krasickiego, Karpińskiego i słowniki polskie. Katalog nakładowy drukarni z 1790 r. odnotował 250 pozycji polskich. Kornowie prowadzili stałe księgarnie w Warszawie i Poznaniu, ich książki sprzedawano także we Lwowie. Własną drukarnie uruchomił dopiero w 1793 r. Jan Bogumił Korn, tłoczono w niej głównie literaturę dla młodzieży i podręczniki szkolne (m.in. na użytek na użytek szkół w Poznańskiem).

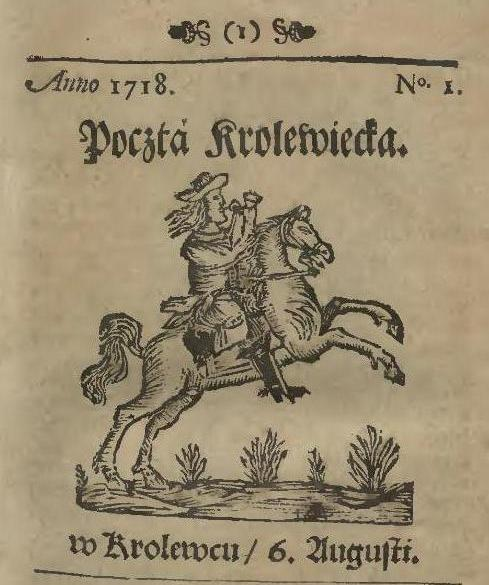
Poczta Królewiecka – drugie najstarsze polskie czasopismo, wydawane od 1718 w Królewcu

#### Królewiec
Drugim (po Wrocławiu) zagranicznym ośrodkiem książki polskiej w XVIII w. był Królewiec, zaspokajający religijno-kulturalne potrzeby okolicznej ludności polskiej wyznania ewangelickiego. Szczególne zasługi położyła na tym polu firma Hartungów, typografów uniwersytetu królewieckiego. Tłoczyli oni polskie książki podręczne, religijne i gospodarcze. Znani byli szczególnie z licznych wydań popularnego Nowego kancjonału pruskiego.
W Królewcu ukazywało się drugie najstarsze polskie czasopismo – Poczta Królewiecka.

### Ośrodki w pozostałych miastach (chronologicznie)
Ośrodki drukarstwa w pozostałych miastach Polski ułożono chronologicznie:

| Herb miasta | Nazwa miasta                         | Działalność drukarska |
| ----------- | ------------------------------------ | --- |
|             | Braniewo                             | od 1589 r. istniała drukarnia Jana Saxa, którą nabyli (1697) tutejsi jezuici i utrzymywali ją do 1733 r. W 1744 roku powiększono ją poprzez przyłączenie do niej zlikwidowanej oliwskiej oficyny cysterskiej. Wydawano w niej druki w językach: łacińskim, niemieckim i polskim, na użytek i potrzeby: kolegium braniewskiego, biskupstwa warmińskiego i całej katolickiej Warmii. |
|             | Elbląg                               | od początku XVII w. prosperowała tu drukarnia, którą nabył Samuel Preuss (1697) i prowadził ją przez ⅓ stulecia, aż do swej śmierci w 1731 r. Spadek po nim przejęli 2 jego synowie: Chrystian Kasper (w latach 1731–1738) i Samuel Gottlieb (1738–1753). Później, poprzez małżeństwo wdowy po Samuelu Gottliebie Preussie z Janem Gottliebem Nohrmanem, na niemal ⅛ wieku (1754–1795), znalazła się w posiadaniu rodu Nohrmanów. W 1785 r. konkurencyjną firmę uruchomił Fryderyk Traugott Hartmann, który w 1795 odkupił wraz z przywilejami drukarnię Nohrmana. Nowy nabytek przyłączył do swej firmy, która prowadził do 1833 r. Obie drukarnie pracowały na użytek i potrzeby: gimnazjum elbląskiego, miejscowego towarzystwa naukowego (zał. 1721) i rady miejskiej. Tłoczono tu książki i druki w językach: łacińskim, niemieckim i polskim. |
|             | Mohylew                              | w latach 1616–1771 działała tu drukarnia prawosławnego Bractwa Objawienia Pańskiego (tłoczyła druki w języku cerkiewnosłowiańskim). W 1774 r. pierwszy biskup mohylewski, kreowany przez Katarzynę II, Stanisław Bohusz Siestrzeńczewicz uruchomił Drukarnię Biskupią (od 1781 r.: Drukarnię Arcybiskupią), funkcjonującą jeszcze w XIX w. Drukowano w niej książki i druki w językach: polskim, rosyjskim i po łacinie. |
|             | Częstochowa                          | od 1628 r. funkcjonowała tu Drukarnia Paulinów, w której wydawano: dzieła teologiczne, kazania i panegiryki (głównie autorstwa miejscowych zakonników). |
|             | Kalisz                               | funkcjonowała tu Drukarnia Jezuicka, nabyta w 1632 r. od Wojciecha Gedeliusza. Po kasacie zakonu jezuitów drukarnia przeszła na własność Komisji Edukacji Narodowej, która do 1781 r. dzierżawiła ją byłemu jezuicie Wiktorowi Wardawskiemu. 1 grudnia roku 1781 drukarnia zmieniła nazwę na Drukarnia Prymasowską, i w takim charakterze działała do 1794 r. Następnie przeniesiono ją do Łowicza i połączono z tamtejszą Drukarnią Prymasowską. Drukowała głównie dzieła religijne, ponadto: dzieła naukowe, podręczniki szkolne, pisma okolicznościowe i urzędowe oraz kalendarze. W latach 1798–1815 pisma okolicznościowe i kalendarze drukował tu K. W. Mehwald, były drukarz leszczyński. |
|             | Oliwa                                | w latach 1672–1744 oficyna cystersów oliwskich drukowała tu na użytek katolickiej ludności Warmii (w językach: łacińskim, niemieckim i polskim). W 1744 r. stała się własnością braniewskich jezuitów. |
|             | Poznań                               | od 1677 r. prowadzono tu Drukarnię Jezuicką. Po kasacie zakonu otrzymał ją dożywotnio zasłużony, były jezuita Józef Rogaliński i tytułowaną ją odtąd Drukarnią JKMci. W latach 1689–1780 działała także Drukarnia Akademii Lubrańskiego (powstała z oficyny ks. Wojciecha Laktańskiego), która tłoczyła publikacje głównie na własny użytek. Następnie, prawdopodobnie przeszła ona w posiadanie Seminarium Duchownego. 1 kwietnia 1781 r. Rogaliński odstąpił prowadzenie Drukarni JKMci Komisji Edukacji Narodowej w zamian za dożywotnią pensję (1000 złp). Zarząd drukarni objął wówczas inny, były jezuita ks. Skibiński. Oprócz druków religijnych i panegirycznych tłoczono w niej podręczniki, dzieła naukowe i literackie. Po II rozbiorze Polski rząd pruski odsprzedał ją berlińskiemu drukarzowi Jerzemu Deckerowi.                     |
|             | Supraśl                              | w latach 1695–1804 istniała tu Drukarnia Bazylianów. Największe znaczenie uzyskała w II. połowie XVIII w. Oprócz kalendarzy i druków dewocyjnych, tłoczono w niej wiele wartościowych dzieł naukowych, literackich i publicystycznych. |
|             | Toruń                                | pierwsza drukarnia mieściła się w Dworze Artusa, została założona w 1568 r. przez S. Reissa, sprowadzonego przez Erazma Glicznera z Lipska. Później, w końcu XVI w. funkcjonowała tu drukarnia związana z radą miejską i tutejszym gimnazjum. W XVIII w. prowadzili ją kolejno: Jan Konrad Rüger (1705–1708), Jan Chrystian Laurer (1708), Jan Ludwik Nicolai (1708–1744), Teofil Wätzold (1745–1750), Jan Jungmann (1750–1759), Chrystian Fryderyk Kunzen (1759–1762), Paweł Marek Bergmann (1762–1778), Karol Gottlob Gebhard (1778–1779) i Jan Adam Kimmel (1789–1806). Wychodziły stąd: dzieła naukowe, podręczniki szkolne, czasopisma, gazety, druki okolicznościowe i religijne. Drukarnia była związana z ruchem innowierców, a swój największy rozkwit osiągnęła w XVIII w.                                                                |
|             | Wschowa                              | z początkiem XVIII w. działała tu ewangelicka drukarnia Krzysztofa Wildego. W latach 80. XVIII w., pod firmą Drukarni JKMci Uprzywilejowanej, wydawano kancjonały (po polsku), książki podręczne i inne. |
|             | Sandomierz                           | od 1716 r. Drukarnia Jezuicka tłoczyła tu druki religijne, okolicznościowe, kalendarze, podręczniki szkolne, a także dzieła literackie i naukowe. Po kasacie zakonu prowadzili ją, już jako Drukarnię Komisji Edukacji Narodowej, byli jezuici. Funkcjonowała ona do początków XIX w. |
|             | Leszno                               | w XVIII w. działała tu drukarnia Presserów. Założona przez Michała Wawrzyńca Pressera w 1717 r. drukarnia, funkcjonowała do 1756 r., tłocząc po polsku, niemiecku i łacinie, książki podręczne, czasopisma uczone, dzieła naukowe i kalendarze. Kolejnym właścicielem był Wawrzyniec Presser i jego spadkobiercy: syn – Jan Samuel oraz wdowa po nim, która umierając (1795) ofiarowała drukarnię kościołowi ewangelickiemu Św. Krzyża. W następnym roku (1796) odkupił ją Karol Wilhelm Mehwald i w 1798 r. wywiózł ją do Kalisza, a nieco później do Poznania. |
|             | Pińsk                                | w 1729 r. istniała drukarnia przy kolegium jezuitów pińskich. Prawdopodobnie funkcjonowała jeszcze w 1743 r. |
|             | Poczajów                             | w latach 1735–1918 funkcjonowała tu Drukarnia Bazylianów. W okresie stanisławowskim i na początku XIX w. wydawała obok druków ruskich także publikacje polskie, głównie o treści religijnej. |
|             | Nieśwież                             | mimo że tradycje drukarskie Nieświeża sięgają XVI w., dopiero po niemal 200 latach, Michał Kazimierz Radziwiłł odnowił je w 1750 r. założeniem drukarni. Zaledwie rok później przekazał ją miejscowym jezuitom, lecz już w latach 1774–1791 księgarnia ponownie działała pod szyldem Radziwiłłów. Wydawano w niej dzieła literackie i naukowe, podręczniki szkolne, katalogi zakonne, druki urzędowe i okolicznościowe. |
|             | Przemyśl                             | w 1754 r. drukarz krakowski Adam Klein uruchomił drukarnię, działającą pod mecenatem biskupa przemyskiego. W 1757 r. nabyli ją jezuici i kierowali aż do kasaty zakonu (od wiosny 1762 do jesieni 1768 pozostawała pod prefekturą ks. Wojciecha Męcińskiego). Tłoczono w niej głównie druki kościelne, okolicznościowe, z rzadka publikacje naukowe. W roku nową drukarnię otworzył Antoni Matyaszowski, występujący odtąd jako typograf biskupów rzymsko- i greckokatolickich w Przemyślu. Prowadził ją do roku 1792, po nim – wdowa, Anna (do 1798). Od 1800 r. drukarnia stała się własnością J. Gołębiowskiego. Oprócz druków kościelnych tłoczono w niej: dzieła naukowe, publicystyczne, kalendarze i podręczniki szkolne. |
|             | Rawicz                               | w 1759 r. Józef Jan Hunoldt otworzył tu pierwszą drukarnię. Później w Rawiczu oficyny swe otwierali: Karol Krüger, po nim Samuel Ludewig, następnie Karol Fryderyk Fritsch. Tłoczono w nich publikacje w językach: polskim, łacińskim i niemieckim. |
|             | Berdyczów                            | w latach 1760–1844 istniała drukarnia prowadzona przez karmelitów, w której wydawano dzieła w językach: łacińskim, polskim i ruskim oraz druki okolicznościowe religijne i kalendarze. W 1767 r. opublikowano tu jedną z piękniejszych – obok Sielanek polskich Grölla – polskich książek ilustrowanych XVIII w.: Ozdoby ukraińskich krajów G. Trześniewskiego. |
|             | Łowicz                               | w 1760 r. prymas Władysław Aleksander Łubieński założył tu Drukarnię Prymasowską, działającą tu przez kilkadziesiąt lat. Tłoczono w niej głównie dzieła religijne i druki okolicznościowe, rzadziej były to pisma naukowe i literackie. |
|             | Podhorce                             | po 1760 r. Wacław Rzewuski założył tu drukarnię nadworną. W 1766 r. wytłoczono w niej dzieło Franciszka Leśniewskiego zatytułowane Carmen nuptiale Joanni Chodkiewicz et Ludovicae Rzewuska. Inne druki podhoreckie nie są znane. W 1722 r. Antoni Piller odkupił oficynę i przeniósł ją do Lwowa. |
|             | Chełmno                              | w latach 1764–1772 działała tu Drukarnia Misjonarzy, która tłoczyła publikacje na zamówienia mecenasów sztuki, autorów i nakładców warszawskich. |
|             | Kwidzyn                              | w latach 1773–1786 były księgarz i wydawca królewiecki, Jan Jakub Kanter utrzymywał tu swoją księgarnię. W 1789 r. nabyli ją 2 bracia założyciela: Daniel Krzysztof i Filip Krzysztof. W 1800 r. drukarnię odkupił syn Jana Jakuba – Jan Jakub Daniel, drukarz białostocki, który prowadził ją do 1813 r. Tłoczono w niej druki łacińskie, niemieckie i polskie (głównie: modlitewniki, podręczniki do nauki języka polskiego, kalendarze, druki urzędowe, gazety i czasopisma). |
|             | Grodno                               | w 1775 r. Antoni Tyzenhauz założył tu drukarnię. Działała pod kolejnymi nazwami: Drukarnia JKMci, Drukarnia Nadworna, Drukarnia Skarbowa. W 1796 r. jeszcze funkcjonowała. W latach 1788–1792 dzierżawił ją (albo nią zarządzał) drukarz hebrajski Baruch Romm, tłocząc także pisma hebrajskie (tłoczyła także i pisma hebrajskie). Pomiędzy latami 1796 a 1799 oficynę przeniesiono do Wilna i przekazano na użytek miejscowej diecezji. Największy rozkwit nastąpił za panowania Antoniego Tyzenhauza, dużą aktywność drukarnia przejawiała także w okresie 2 sejmów grodzieńskich (lata: 1784 i 1793). Około 1794 r. prywatny warsztat drukarski założył Jan Jasieński, który w 1802 r. nabyła, w drodze licytacji, Akademia Wileńska. |
|             | Słonim                               | w 1777 r. dominikanie prowadzili tu drukarnię. W 1778 r. działa już pod firmą Michała Kazimierza Ogińskiego i tłoczyła utwory nowego właściciela i autorów związanych z jego dworem. |
|             | Żytomierz                            | od 1783 r. przy Sądzie Żytomierskim działała niewielka drukarnia. Tłoczono w niej sprawozdania z procesów sądowych i druki okolicznościowe (przed założeniem drukarni Liceum Krzemienieckiego, pracowała na jego użytek). Po 1840 r. drukarnia powiększyła się dzięki przejęciu warsztatu drukarskiego karmelitów berdyczowskich. |
|             | Połock                               | w 1787 r. połoccy jezuici założyli drukarnię i prowadzili ją do 1820 r., po czym przeszła ona na własność pijarów (do 1833). Wydawano w niej głównie podręczniki szkolne, dzieła naukowe i literackie, kalendarze i czasopisma. Tłoczono je w językach: polskim, łacińskim, francuskim, niemieckim i rosyjskim. |
|             | Krzemieniec                          | prawdopodobnie w latach 1789–1822 działała tu polska oficyna drukarska wydająca podręczniki szkolne. W 1811 r. kolejną drukarnię, przy Liceum Krzemienieckim, założył T. Czacki. W 1818 r., na wezwanie władz licealnych, znany księgarz warszawski Natan Glücksberg uruchomił tu na nowo drukarnię i księgarnię, przyjmując tytuł drukarza i księgarza Liceum Wołyńskiego. Kierowanie księgarnią, drukarnią (a wkrótce powstałą przy niej odlewnią czcionek) powierzył, już w 1818 r., swemu synowi Krystianowi Teofilowi, którego później zastąpił drugi syn Leon. Drukarni przysługiwało prawo wydawania książek naukowych szkołom przez Uniwersytet Wileński do użycia wskazanych. |
|             | Tulczyn (Jaryszów-Tulczyn-Machnówka) | od 1790 r. do połowy lipca 1792 r. w Jaryszowie funkcjonowała drukarnia dziedzica tego miasta – Waleriana Dzieduszyckiego. Tłoczyła druki na potrzeby Komisji Cywilno-Wojskowej Latyczowskiej. W lipcu 1792 r. oficynę, pomimo sprzeciwu właściciela przewieziono do Tulczyna, gdzie do 1795 r. działała jako drukarnia nadworna Stanisława Szczęsnego Potockiego (po interwencji króla musiał ją od Dzieduszyckiego odkupić). Publikowano w niej głównie ustawy i rozporządzenia Konfederacji Targowickiej. Około 1795 r. Stanisław Szczęsny podarował drukarnię Protowi Potockiemu (krewnemu), który przeniósł ją do Machnówki (uruchomiona ponownie w 1796 r.). Wyposażona w czcionki polskie, francuskie, niemieckie i hebrajskie, działała do 1813 r.                                                                                          |
|             | Mińsk Litewski                       | w końcu XVIII ew. bazylianie prowadzili w Mińsku drukarnię. Znane są jej druki z lat 1790–1791 (dzieła z zakresu literatury prawno-ustrojowej i pięknej). |
|             | Piotrków Trybunalski                 | w latach 1792–1801 działała drukarnia przy szkołach pijarskich, która tłoczyła głównie książki szkolne i druki urzędowe. |
|             | Białystok                            | w 1795 r. Jan Jakub Daniel Kanter uruchomił Drukarnię Rządową, przyjmując jednocześnie tytuł nadwornego drukarza Nowo-Wschodnich Prus. Konkurował z bazyliańską oficyną w Supraślu. W 1800 r. przeniósł się do Kwidzyna, a jego warsztat objął Jan Appelbaum. Tłoczono tu polskie i niemieckie druki urzędowe. U schyłku XVIII w. (w 1798?) drukowano tu gazetę Neu-Ostpreussisches Intelligenz-Blatt (mutacja polska: Nowo-Wschodnich Prus Doniesienie). W 1804 r. kupiec białostocki Aron nabył oficynę supraślską i przeniósł ją do Białegostoku. |
|             | Mińkowce (pow. kamieniecki)          | od końca XVIII w. działała tu prywatna drukarnia właściciela miasteczka, szlachcica-oryginała Ignacego Marchockiego. Wytwarzała głównie księgi rachunkowe, papiery herbowe i ogłoszenia (pierwsze znane druki datowane: 1797). Od 1824 r. jej kierownikiem był Józef Wagner, były pracownik drukarni uniwersyteckiej w Warszawie, który po śmierci Marchockiego (1829) odkupił oficynę i wywiózł ją do Dunajowca lub Kamieńca Podolskiego. |
|             | Kamieniec Podolski                   | w 1798 r. założono tu Drukarnię Rządu Gubernialnego, która funkcjonowała głównie w XIX w. (tłoczyła książki i druki w języku polskim i rosyjskim). |
|             | Puławy                               | pierwsze pertraktacje nt. założenia drukarni w Puławach prowadzili Czartoryscy już w 1804 r. i 1823 r. Ostatecznie z początkiem roku 1828 powstała jako drukarnia biblioteczna i działała pod kierownictwem Karola Sienkiewicza do lutego roku 1831. Tłoczono w niej głównie: utwory literackie oryginalne i tłumaczone, autorstwa Czartoryskich lub pisarzy z nimi związanych oraz katalogi biblioteczne i druki okolicznościowe. W 1830 r. uruchomiono tu także zakład litograficzny. Główny skład wydawnictw puławskich znajdował się w księgarni Czartoryskich w Warszawie (administrowanej przez Narcyza Puchalskiego). |
|             | Płock                                | w 1809 r. Rajmund Rembieliński, prefekt Departamentu Płockiego Księstwa Warszawskiego, uruchomił tu drukarnię prefekturalną, którą zarządzał drukarz Lentecki. Tłoczyła głównie dzienniki, teksty i programy popisów szkolnych, pisma sądowe i dewocyjne. W latach 20. XIX w. prowadził ją K. Kulig, a współpracowała z Płockim Towarzystwem Przyjaciół Nauk, wydając dzieła literackie i naukowe. |
|             | Bydgoszcz                            | w 1814 r. w drukarni Grünauera wydawano polskie dzieła ekonomiczne. |